# Palaiargia halcyon
Palaiargia halcyon är en trollsländeart som beskrevs av Maurits Anne Lieftinck 1938. Palaiargia halcyon ingår i släktet Palaiargia och familjen dammflicksländor. IUCN kategoriserar arten globalt som otillräckligt studerad. Inga underarter finns listade i Catalogue of Life.